# 开放通道SSD
开放通道固态驱动器（英語：open-channel solid state drive）是一种特殊的固态硬盘，它不在驱动器的固件中实现闪存翻译层（FTL），而是将物理固态存储的管理任务转交到计算机的操作系统。Linux内核4.4版本通过名为LightNVM的抽象层提供对遵循NVM Express规范的开放通道SSD的支持。